# Ayanat Ksenbai
Ayanat Ksenbai (Аянат Ксенбай, Ayana Esmagambetova, Аяна Есмагамбетова, Ayana Yesmagambetova) est une actrice kazakhe.
Sa première apparition au cinéma date de 2002. En 2004, elle joue dans une première production internationale, Nomad de Ivan Passer et Sergueï Bodrov. Puis elle interprète, en 2007, le rôle-titre d'Ulzhan dans un film de Volker Schlöndorff.

## Filmographie

### Cinéma
- 2002 : Molitva Leyly (Молитва Лейлы) de Satybaldy Narymbetov : (Ayana Yesmagambetova)
- 2004 : Nomad (Кочевник) de Ivan Passer et Sergueï Bodrov : Gaukhar (Ayana Esmagambetova)
- 2006 : L'Homme-vent (Человек-ветер) de Khouat Akhmetov : Zaure (Ayana Esmagambetova)
- 2007 : Ulzhan (Ульжан) de Volker Schlöndorff : Ulzhan